# Anières
Anières es una comuna suiza del cantón de Ginebra situada en la ribera izquierda del lago Lemán. 

## Geografía
Limita al norte con la comuna de Hermance, al este con Veigy-Foncenex (FR-74), al sur con Corsier, y al oeste con Mies (VD), Tannay (VD) y Versoix, ambas en la orilla opuesta del lago. 
El territorio comunal comprende las localidades de Bassy y de Chevrens.

## Historia
La primera mención del lugar como Guillelmus dasneres tiene lugar en el año 1179. La familia de Anières (extinta a principios del siglo XV), vasalla des los Faucigny, poseía el feudo y el castillo de Bassy. Anières hizo parte de la bailía del Chablais, perteneciente a la casa de Saboya, del siglo XIV hasta la Revolución, sin contar el período de ocupación bernesa de 1536 y 1564/1567. Ginebra conservó los derechos heredados del priorato de San Víctor, y compra después de 1567 el feudo de Bassy. 
Anières fue anexada a los departamentos del Mont-Blanc en 1793, y al del Lemán en 1798. Reunidas con Ginebra gracias al tratado de Turín de 1816, Anières y Corsier formaron una comuna del nuevo cantón suizo. Algunas diferencias respecto a los gastos comunes surgirían entre los dos pueblos, provocando en 1858 la escisión en dos comunas diferentes.